# Schela, Gorj
Schela este un sat în comuna cu același nume din județul Gorj, Oltenia, România.

## Vezi și
- Biserica de lemn din Schela-Cornet
- Biserica de lemn din Vlădoi (Schela)

 Acest articol despre o localitate din județul Gorj este deocamdată un ciot. Puteți ajuta Wikipedia prin completarea lui.